# Santoka (gmina Niemenczyn)
Santoka (lit. Santaka) – wieś na Litwie, w okręgu wileńskim, w rejonie wileńskim, w gminie Niemenczyn, u ujścia Żejmiany do Wilii.

## Historia
W dwudziestoleciu międzywojennym leżała w Polsce, w województwie wileńskim, w powiecie wileńsko-trockim, w gminie Niemenczyn. W 1931 miejscowość liczyła:
- majątek – 22 mieszkańców, zamieszkałych w 2 budynkach,
- zaścianek – 16 mieszkańców, zamieszkałych w 3 budynkach[1].

Po II wojnie światowej w granicach Związku Sowieckiego. Od 1991 na niepodległej Litwie.